# (57868) Pupin
(57868) Pupin est un astéroïde de la ceinture principale.

## Description
(57868) Pupin est un astéroïde de la ceinture principale. Il fut découvert le 17 décembre 2001 à Palomar par le programme NEAT. Il présente une orbite caractérisée par un demi-grand axe de 2,38 UA, une excentricité de 0,25 et une inclinaison de 4,2° par rapport à l'écliptique.

## Compléments